# 48624 Sadayuki
48624 Sadayuki è un asteroide della fascia principale. Scoperto nel 1995, presenta un'orbita caratterizzata da un semiasse maggiore pari a 2,1886173 UA e da un'eccentricità di 0,1670705, inclinata di 5,27216° rispetto all'eclittica.